# Schlossgrund (Bratislava)

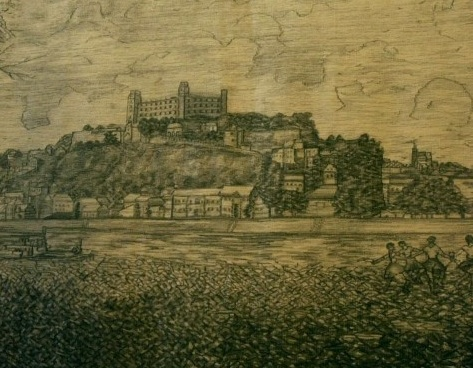
Schlossgrund im 17. Jahrhundert

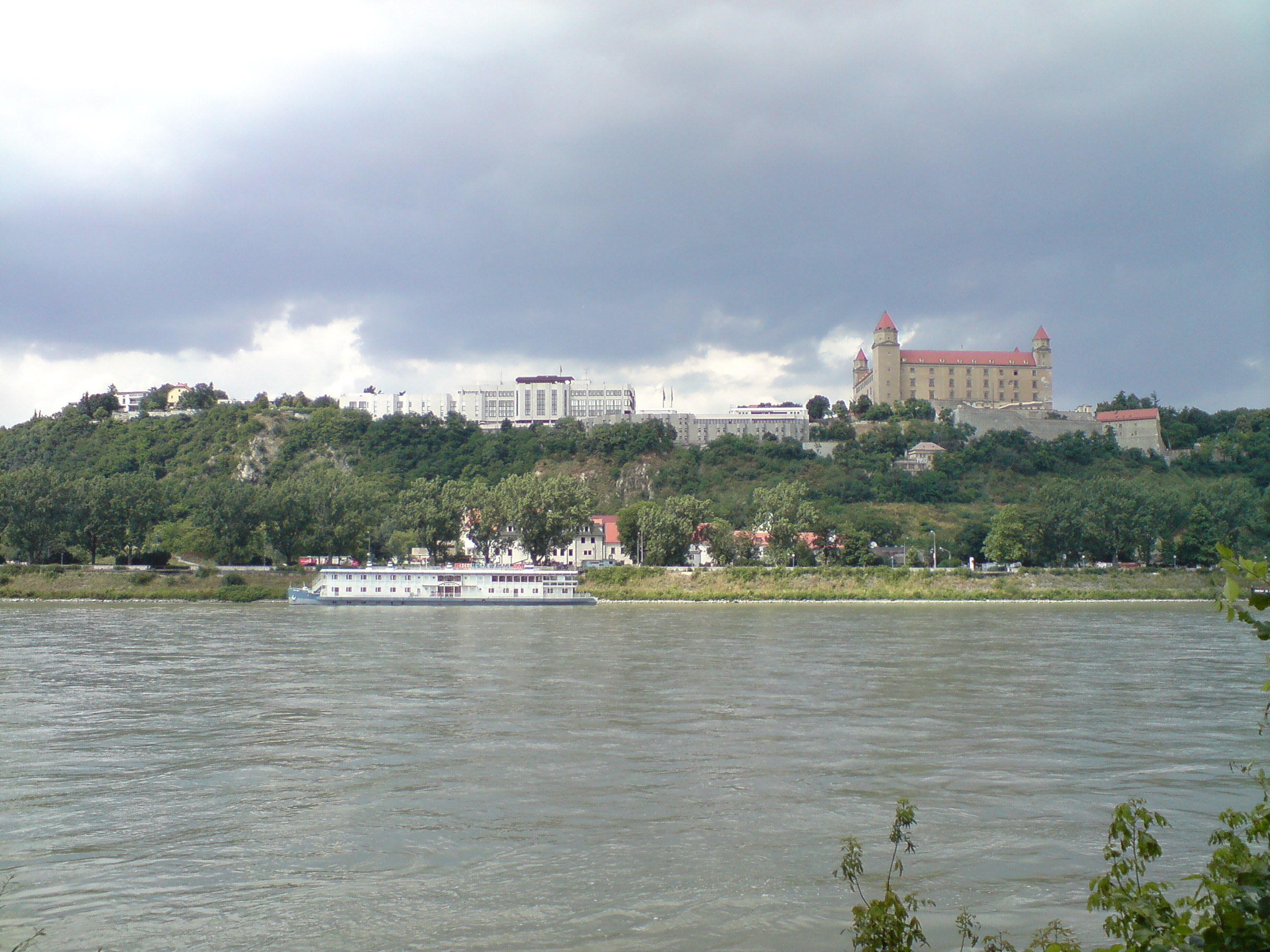
Schlossgrund (2008)

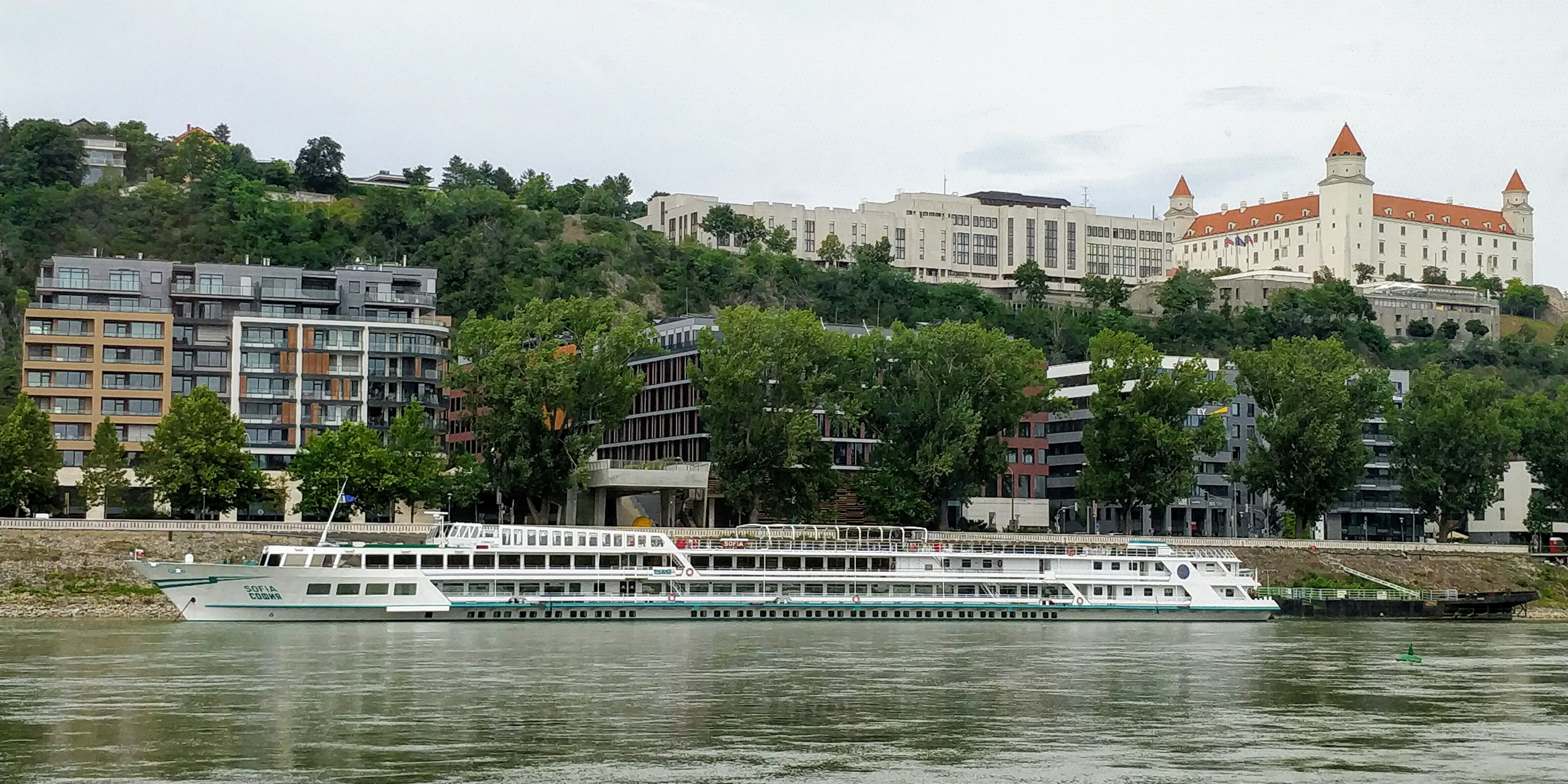
Neubauten am Schlossgrund / Zuckermandel (2020)

Schlossgrund bzw. Schlossgrund-Zuckermantel (slowakisch Podhradie)  ist ein (heute nur noch inoffizielles) Stadtviertel von Bratislava im Stadtteil Staré Mesto (Altstadt), das bis 1848 ein selbständiger Ort war. Obwohl rechtlich bei Bratislava, fand die De-facto-Eingemeindung erst 1851 statt.
Das Stadtviertel hatte in den verschiedenen Sprachen Namen, die man nicht immer direkt übersetzen kann. So wurde der Schlossgrund auf Lateinisch als plaga Subarcensis oder Suburbium bezeichnet. Auf Ungarisch wurde er als Várallya bezeichnet. Alle Namen haben mehrere Varianten, bei der deutschen Bezeichnung Zuckermantel gab es beispielsweise die Varianten Zuckermantl oder Zuckermand(e)l. Schlossgrund-Zuckermantel erstreckte sich um 1800 östlich (östlicher Hang des Burghügels), südlich (entlang der Donau) und teilweise westlich (bis Mlynská dolina) der Burg Bratislava.
In den 1960er und 1970er Jahren wurde ein Großteil des Viertels wegen des Baus der Neuen Brücke abgerissen.
Ursprünglich wurde mit „Schlossgrund“ der ganze Burghügel bezeichnet, weil er Eigentum der Burg war. Seit dem 13. Jahrhundert wird nur mehr die nahe Umgebung der Burg als Schlossgrund bezeichnet. Ab dem 13. Jahrhundert wurde als Suburbium vor allem die vicus sancti Nicolai bezeichnet (dt. frei übersetzt Sankt-Nikolaus-Siedlung, slowakisch üblicherweise als Osada svätého Mikuláša übersetzt); sie gehörte weiterhin der Burg, als die Stadt östlich der Siedlung 1291 das Stadtrecht bekam. Außerdem wurden im Spätmittelalter als Suburbium alle Siedlungen vor den Stadtmauern (d. h. die Vorstadt) sowie alternativ die ganze Stadt unterhalb der Burg bezeichnet.
In der Neuzeit bestand der Schlossgrund aus den Teilen:
- Zuckermantel  im weiteren Sinn:
  - Zuckermantel im engeren Sinn (zwischen der Burg und Donau)
  - Schlossberg (zwischen der Burg und der Stadt, einschl. der St.-Nikolaus-Siedlung)
- Hausbergl (westlich der Burg bis zum Mühltal – Mlynská dolina)

1848/1851 wurde der ganze Schlossgrund zusammen mit der Siedlung Weidritz (slowakisch Vydrica) unter der Bezeichnung Theresienstadt (ung. Terézváros, slow. Mesto Márie Terézie) in die Stadt Pressburg eingemeindet. Benannt wurde der neue Stadtteil nach Maria Theresia.
In den 50er und 60er Jahren des 20. Jahrhunderts wurde wegen des Baues der neuen Brücke des Slowakischen Nationalaufstandes (slow. Most SNP) nahezu der gesamte Schlosgrund abgerissen.
Zu den noch erhaltenen nennenswerten Gebäuden gehören das Haus zum Guten Hirten (Uhrenmuseum), der Zsigray-Landsitz (Museum der jüdischen Kultur), das ehemalige Rathaus östlich der Burg, die Dreifaltigkeitskirche, der Kamper-Landsitz (Archäologisches Museum des SNM), der Brammer-Landsitz (oder Brammer-Haus) und das Fischzunfthaus südlich der Burg.
Von 2014 bis 2018 entstand im westlichen Teil des ehemaligen Stadtviertels das moderne Bauprojekt Zuckermandel.